# Bokkassett

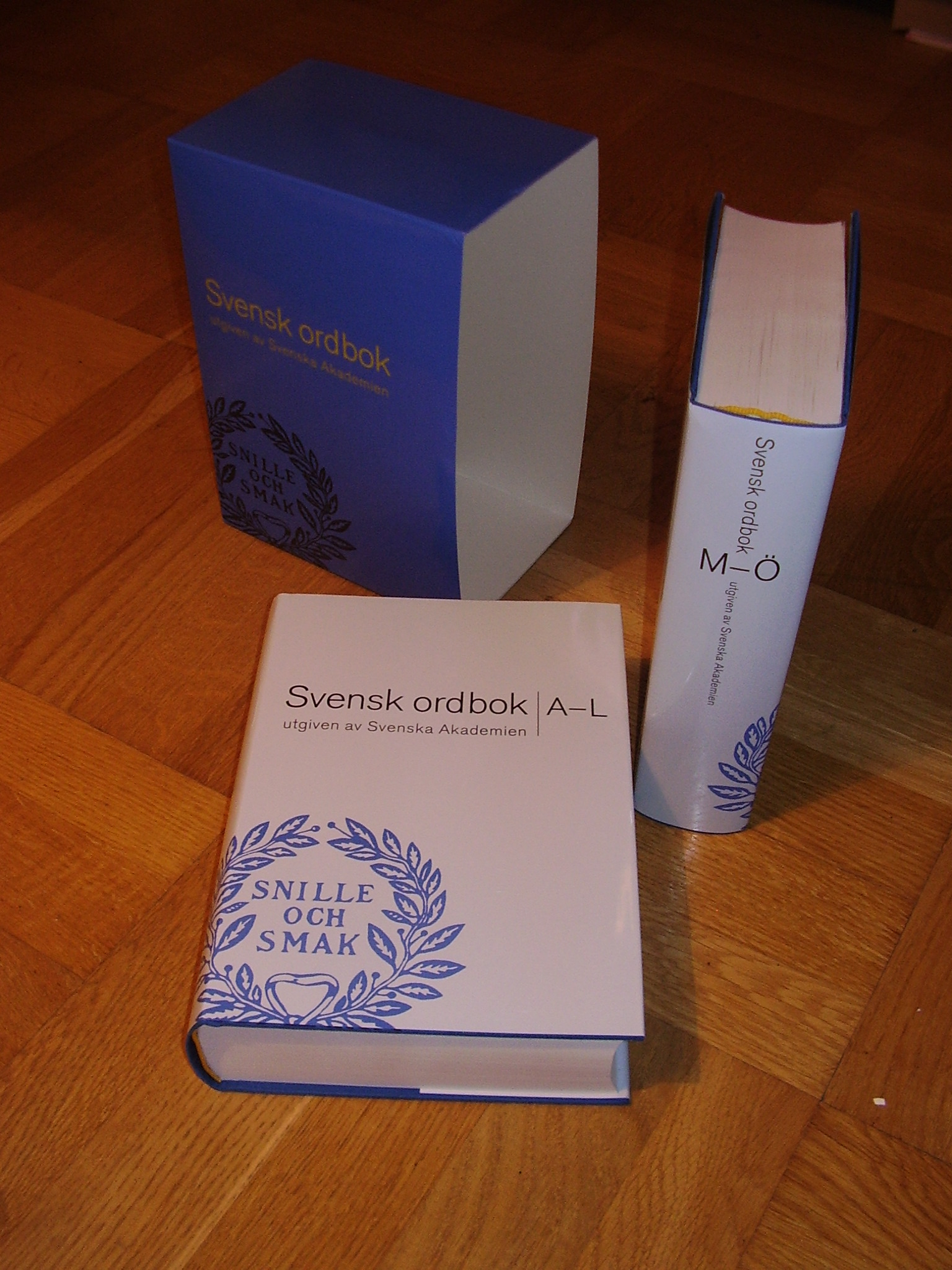
Ordboken Svensk ordbok utgiven av Svenska Akademien i två band, med originalkassett.

Bokkassett, i dagligt tal enbart kassett, är en låda för förvaring av en eller flera böcker, ofta för sammanhörande bokband i en serie eller dylikt. Lådan har ofta en öppen kortsida så att bokryggarna syns, men det finns även kassetter med lock som innesluter boken. Lådan är ofta tillverkad i kartong, men plast, trä, metall eller styvt papper förekommer också.